# 佛山地铁11号线
佛山地铁11号线是佛山地铁的規劃线路。线路大致呈南北走向，連接佛山市顺德区、南海区和广州市荔湾区，全长39.6公里，设站21座。
11號線一期（鹤洞东－细滘）已被列入佛山市城市轨道交通第二期建設規劃（2021至2026年）方案。当中鹤洞东－容奇渡口段於2021年1月26日獲批；截至2023年9月，当局正编制本线的工程可行性研究报告。

## 概要
11號線起於順德區容桂大道南细滘路口的细滘站，線路沿容桂大道往北延伸，下穿容桂水道之後進入金沙大道、環市東路行進。隨後線路轉入雲良路往東北方向前進，之後再次轉向西北偏北，大致與廣珠西線高速和广珠城际铁路平行行走。下穿順德水道後進入工業大道北，然後再次平行廣珠西線高速北上。線路在陳村鎮北部轉向正北，進入南海區。線路沿港口路繼續北上，下穿珠江支流後進入廣州市荔灣區。線路沿玉兰路、崇文四路北上再轉向東北，经过广钢中央公园下方，最終以位於芳村大道南的鹤洞东站為終點。11號線设车辆段和停车场各一处，分别为陈村北站西北侧的三山停车场和顺德站及永丰市场间的永丰车辆段。

## 历史
11号线最早于2015年前后开始规划，定位为快速联系广州市区与顺德。线路随后入选佛山市城市轨道交通第二期建設規劃（2021至2026年）方案中，佛山市与顺德区亦启动一系列前期招标。此后该线线位逐步稳定，途经的数个在建换乘站均为本线预留了部份结构，2020年10月底更启动了勘探。
2021年1月26日，佛山地铁二期建设规划获批，但仅包含鹤洞东－容奇渡口段，未能继续深入容桂。而已获批的部分，亦因为广州段走向引起争议而迟迟未能动工。
2023年，顺德区提出将德胜西路站、容奇渡口站和两站之间的区间隧道纳入“金沙大道南延线（公轨合建）”工程建设。惟该项目一年后获批时改为“金沙隧道”，不再代建两站一区间的轨道工程，但会以“预留工程”名义预留地铁过江隧道的空间。
2024年，容桂提出希望将此前未批复的南延段纳入11号线建设范围，并得到顺德区支持。8月16日，本线开始首次环评公示及公众意见征询公示。相比此前批复的建设方案，广州段增加了广钢公园站，佛山段增加了此前规划的容奇渡口至细滘段，但减少了一座车站。线路的社会稳定风险征求公众意见公示亦在不久后展开。截至2025年6月，11号线可研报告已基本完成编制，正推进报批等工作。

## 車站
当前规划中，11號線共設21座車站，同時有12站與已知在建或規劃線路換乘。
| 站名 | 换乘路线                        | 所在地       | 啟用時間 | 车站形式 |
| 11號線                                                                                                  | 11號線                          | 11號線       | 11號線   | 11號線   |
| --- | ------------------------------- | ------------ | -------- | -------- |
| 鹤洞东                                                                                                  | 广州11号线 1123                 | 广州市荔湾区 | 待定     | 未知     |
| 广钢公园                                                                                                |                                 | 广州市荔湾区 | 待定     | 未知     |
| 花围 | 广州10号线 1002                 | 广州市荔湾区 | 待定     | 未知     |
| 三山新城                                                                                                |                                 | 南海区       | 待定     | 未知     |
| 创智园                                                                                                  |                                 | 南海区       | 待定     | 未知     |
| 港口路                                                                                                  | 4号线                           | 南海区       | 待定     | 未知     |
| 林岳东                                                                                                  | 2号线 F226 南海有轨1号线 TNH115 | 南海区       | 待定     | 未知     |
| 陳村北                                                                                                  | 广州7号线 701-2                 | 顺德区       | 待定     | 未知     |
| 陈村东                                                                                                  |                                 | 顺德区       | 待定     | 未知     |
| 碧江 |                                 | 顺德区       | 待定     | 未知     |
| 碧江南                                                                                                  |                                 | 顺德区       | 预留站   | 未知     |
| 顺德站                                                                                                  | 順德站：廣珠城際鐵路            | 顺德区       | 待定     | 未知     |
| 永丰市场                                                                                                |                                 | 顺德区       | 待定     | 未知     |
| 云路公园                                                                                                |                                 | 顺德区       | 待定     | 未知     |
| 东乐路                                                                                                  | 3号线 F306                      | 顺德区       | 待定     | 未知     |
| 南国路                                                                                                  |                                 | 顺德区       | 待定     | 未知     |
| 宝林寺                                                                                                  |                                 | 顺德区       | 待定     | 未知     |
| 德胜西路                                                                                                |                                 | 顺德区       | 待定     | 未知     |
| 容奇渡口                                                                                                |                                 | 顺德区       | 待定     | 未知     |
| 桂洲大道                                                                                                |                                 | 顺德区       | 待定     | 未知     |
| 细滘 |                                 | 顺德区       | 待定     | 未知     |
| 註釋 |                                 |              |          |          |
| - 11号线仍在规划中，最终设站及车站命名情况须以有关部门批复为准。 - 所有以斜体标识的线路和车站均未开通。 |                                 |              |          |          |
| 论 编                                                                                                   |                                 |              |          |          |

### 換乘站
- 桂洲大道站：换乘廣州33號線。兩線均為規劃線路，預留情況未知。
- 德勝西路站：换乘广州26号线。兩線均為規劃線路，预计佛山11号线建设时将预留换乘节点。
- 南國路站：换乘广州32号线。兩線均為規劃線路，預留情況未知。
- 東樂路站：换乘3号线。兩線十字交叉，3號線建設時已作出預留。
- 永豐市場站：换乘13号线。兩線均為規劃線路，預留情況未知。
- 順德站：换乘广州17号线。兩線均為規劃線路，預留情況未知。
- 陳村北站：换乘广州7号线。兩線十字交叉，廣州7號線建設時已作出預留。
- 林岳東站：换乘2号线和南海有轨电车1号线。2号线和11号线十字交叉，2號線建設時已作出預留。由于2号线和11号线分别位于地下一层和地下三层，预计为站台节点换乘（需经过缓冲层）及站厅换乘[25]；南海有轨电车1号线车站建造时已预留换乘11号线的条件，未来将增建连接11号线地下站厅的换乘通道。
- 港口路站：换乘4号线。兩線統一設計，為月台節點式轉乘。預計兩線車站將同步建成。
- 三山新城站：换乘广州19号线。广州19號線為遠期規劃線路，但建設時亦会作出預留。
- 廣鋼新城站：换乘广州10号线。兩線十字交叉，廣州10號線建設時將會作出預留，預計為月台節點換乘及站廳換乘。
- 鶴洞東站：换乘广州11号线。兩線大致平行，廣州11號線建設時已預留部分結構。

## 列車
根据国家发展改革委批复的《佛山市城市轨道交通第二期建设规划（2021-2026）》，11号线拟采用B型车6辆编组，速度目标值100公里/小时。此外列车具备全自动无人驾驶系统。

## 爭議

### 广州段走向
11号线广州段因途经广钢新城，下穿其内部中央公园，引发部分广钢新城居民不满。反对该走向的居民认为，隧道距离住宅楼仅有约20米，影响居住环境及楼体安全，同时担心施工影响居住环境及所在片区房价。佛山铁投于2021年8月回应称，地铁隧道外缘与最近楼栋的平面距离为20米~40米，在全国已通车的地铁中，与房屋最小平面距离为1.2米。佛山铁投也表示，在沿线居民反映的问题未得到妥善处理前，不会申报线路工程可行性研究报告，亦没有动工计划；当局亦强调，相较采用芳村大道南接入方案，由广钢公园接入广州地铁11号线更具备工程可实施性，且线路未进入住宅小区的用地红线。截至2023年9月，相关问题仍未得到解决。
2024年8月16日，佛山地铁11号线启动公众意见征询公示。相比此前规划的版本，广州段拟在振业天颂以南、保利堂悦以北的广钢公园范围内增设广钢公园站。佛山地铁方面表示，方案避让了各沿线小区建筑物，同时加大了地铁隧道的埋深，此外不会影响广钢公园的建设。

## 未来发展
11号线未来将继续南延至中山市。两市政府于2020年达成合作共识，明确将11号线南延计划纳入两市轨道交通线网规划中；2023年初，两市政府亦就线路南延建议达成一致意见，并纳入两市战略合作框架协议的工作清单。中山方面将佛山11号线南延段规划为中山市域铁路S1线或深珠城际中山支线。
根据中山市交通运输局在2022年6月回复人大代表建议的函件，《中山市城市轨道交通线网规划》修编预留了佛山11号线南延段的通道。在该方案中，线路由细沥南延并跨越桂洲水道进入中山境内后，经由怡安围、南沙港铁路东凤站、民安路、同乐大街、105国道、翠沙路、康华路，并经中山站继续向东对接深圳；当中石岐站和中山站可与广州18号线南延段（南中城际）换乘。而根据中山东凤镇在2024年4月透露的规划，中山S1线分与佛山11号线贯通的主线及可延伸至江门的支线，串联东凤、小榄、古镇、横栏、西区和石岐共6个镇街，规划设站19座。当中近期实施主线长34.3km的细滘至岐江新城段。